# 방태연
방태연(1996년 9월 27일 ~ )은 대한민국의 가수이자 아샤트리 멤버이다. 2020년 전건호와 2528,3534라는 듀엣곡으로 데뷔를 하였다

## 학력
- 호원대학교 - (졸업)

## 방송
- 싱어게인3 - 52호 가수